# DA DA DA
DA DA DA（ダダダ）は、北原愛子の7thシングル。

## 解説
- シングルとしては『Sun rise train』以来の英語表記である。また梁洛施に広東語カヴァーされている。

## 収録曲
1. DA DA DA
  - 作詞：北原愛子／作曲・編曲：徳永暁人
2. 戻れないあの日
  - 作詞：北原愛子／作曲・編曲：徳永暁人
3. 会いたい 会えない
  - 作詞：北原愛子／作曲：金子奈未／編曲：徳永暁人
4. DA DA DA -instrumental-

## タイアップ
- TBS系「サンデージャポン」エンディングテーマ（#1）